# Rai Med
Rai Med è stato un canale satellitare in chiaro della Rai.

## Storia
Rai Med iniziò le proprie trasmissioni il 26 aprile 2001 via satellite nel tradizionale standard DVB-S in modalità free to air, visibile quindi attraverso qualsiasi decoder satellitare nella parte del pianeta coperta dal segnale di Hot Bird. Dal 2003 venne memorizzato sul canale 804 della piattaforma Sky.
La programmazione veniva trasmessa dal Centro di Produzione RAI di Saxa Rubra a Roma. Il canale era strettamente collegato al canale Rai News 24 (di cui trasmetteva il palinsesto base), e proponeva ogni giorno, in prima serata, la traduzione in lingua araba dell'edizione principale del TG3 delle ore 19, nonché programmi dedicati ai paesi mediorientali che si affacciano sul mar Mediterraneo.
Il 1º gennaio 2004 Rai Med viene momentaneamente sospeso per un restyling, ma ritorna in onda qualche mese dopo. In quel decennio trasmetteva programmi di informazione e cultura multietnica. L'emittente inoltre, dal 21 aprile 2008 al 2010 trasmetteva parte dei programmi dei canali di Rai Internazionale dalle 13 alle 21. Durante queste trasmissioni, oltre al logo di Rai Med compariva anche quello di Raitalia.
Quando il 18 maggio 2010, la Rai cambia il logo ai propri canali televisivi, passando dalla "farfallina" al quadrato, Rai Med rimane l'unico canale a conservare il vecchio logo. Solo il 16 novembre 2011 il logo fu aggiornato, dopo una trasmissione di Euronews.
Nel mese di novembre 2011 la direttrice generale Lorenza Lei presentò un secondo piano di riduzione dei costi dopo quello di maggio per mettere in sicurezza i conti della Rai. Questo piano prevedeva la chiusura di alcune sedi di corrispondenza e del canale Rai Med, il 30 novembre 2011 il consiglio di amministrazione della Rai approvò all'unanimità il piano della direttrice generale. Dal 21 aprile 2012 il canale cessa di trasmettere i programmi autoprodotti, ma rimane comunque in onda sul satellite, trasmettendo in 4:3 la programmazione dell'emittente in 16:9 Rai News 24, utilizzando una variante della modalità letterbox con il segnale orario in una delle bande lasciate vuote dal DAR.
Nel mese di aprile 2014 Rai Med venne chiuso definitivamente e sulla frequenza satellitare rimasero i canali del multiplex televisivo.
Il 23 marzo 2016 Rai Med, ormai a schermo nero da tempo, viene eliminato dalla frequenza di Hotbird.

## Loghi

26 aprile 2001 - 15 novembre 2011
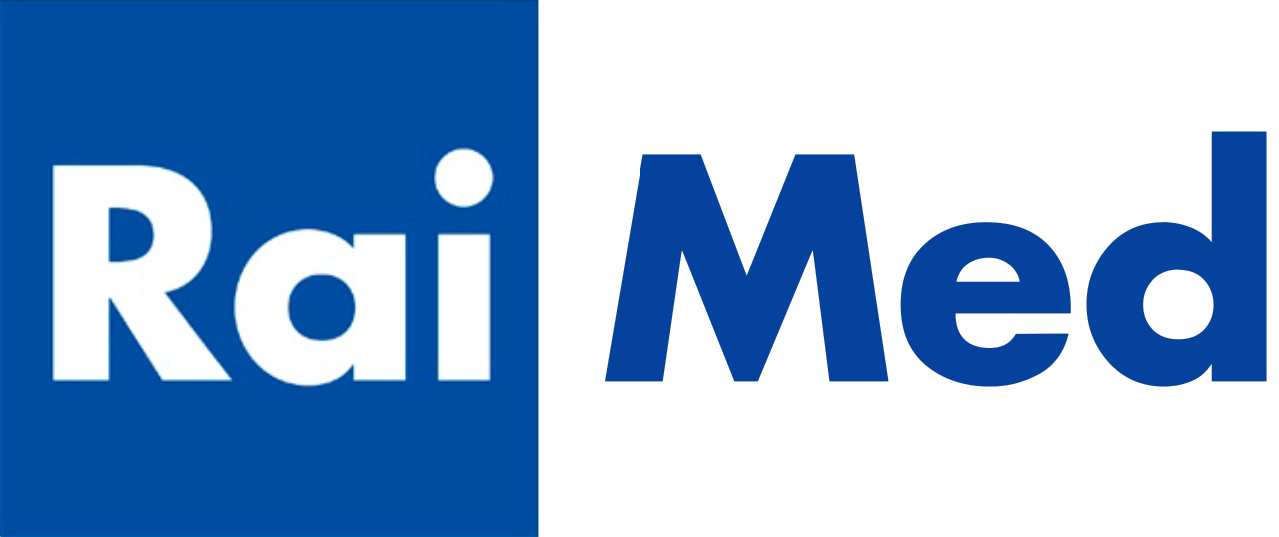
15 novembre 2011 - aprile 2014